# Bulbophyllum stenophyllum
Bulbophyllum stenophyllum é uma espécie de orquídea (família Orchidaceae) pertencente ao gênero Bulbophyllum. Foi descrita por Heinrich Gustav Reichenbach em 1874.